# SPO11
SPO11 (англ. SPO11, initiator of meiotic double stranded breaks) – білок, який кодується однойменним геном, розташованим у людей на довгому плечі 20-ї хромосоми. Довжина поліпептидного ланцюга білка становить 396 амінокислот, а молекулярна маса — 44 537.
| 10         |  | 20         |  | 30         |  | 40         |  | 50         |
| ---------- |  | ---------- |  | ---------- |  | ---------- |  | ---------- |
| MAFAPMGPEA |  | SFFDVLDRHR |  | ESLLAALRRG |  | GREPPTGGSR |  | LASSSEVLAS |
| IENIIQDIIT |  | SLARNEAPAF |  | TIDNRSSWEN |  | IKFEDSVGLQ |  | MVSHCTTRKI |
| KSDSPKSAQK |  | FSLILKILSM |  | IYKLVQSNTY |  | ATKRDIYYTD |  | SQLFGNQTVV |
| DNIINDISCM |  | LKVSRRSLHI |  | LSTSKGLIAG |  | NLRYIEEDGT |  | KVNCTCGATA |
| VAVPSNIQGI |  | RNLVTDAKFV |  | LIVEKDATFQ |  | RLLDDNFCNK |  | LSPCIMITGK |
| GVPDLNTRLL |  | VKKLWDTFHV |  | PVFTLVDADP |  | HGIEIMCIYK |  | YGSMSMSFEA |
| HHLTVPAIRW |  | LGLLPSDLKR |  | LNVPKDSLIP |  | LTKRDQMKLD |  | SILRRPYVTC |
| QPFWRKEMEI |  | MADSKMKAEI |  | QALTFLSSDY |  | LSRVYLPNKL |  | KFGGWI     |

A: Аланін

C: Цистеїн

D: Аспарагінова кислота

E: Глутамінова кислота

F: Фенілаланін

G: Гліцин

H: Гістидин

I: Ізолейцин

K: Лізин

L: Лейцин

M: Метіонін

N: Аспарагін

P: Пролін

Q: Глутамін

R: Аргінін

S: Серин

T: Треонін

V: Валін

W: Триптофан

Кодований геном білок за функціями належить до гідролаз, ізомераз. 
Задіяний у таких біологічних процесах, як мейоз, альтернативний сплайсинг. 
Білок має сайт для зв'язування з іонами металів, ДНК, іоном магнію. 
Локалізований у ядрі.